# Cyathea australis
Cyathea australis, también conocido como el Helecho arbóreo rugoso (Rough Tree Fern), es una especie de helecho arborescente nativo del sudeste de Queensland, Nueva Gales del Sur y el sur de Victoria en Australia, así también como de Tasmania y la Isla Norfolk. Crece en bosques húmedos sombreados, tanto costeros como montanos, a una altitud de hasta 1.280 m, con frecuencia en compañía de Dicksonia antarctica. El tronco macizo erecto usualmente mide hasta 12 m de alto, sin embargo especímenes de hasta 20 m han sido reportados en Queensland, Australia. Las frondas son bi- o tripinnadas y pueden alcanzar 4 m de largo, ocasionalmente hasta 6 m. Estas forman una distintiva copa que es verde oscuro arriba y verde pálido abajo. Las plantas que crecen en el sur de Australia, con frecuencia pierden sus frondas al final del invierno, como es el caso de Cyathea dregei de Sudáfrica. Características de estas especies, las bases de los estipes con frecuencia se retienen alrededor del tronco después de marchitarse. Están cubiertas con escamas y espinas cónicas despuntadas hacia la base. Las escamas oscilan en color desde el café brilloso al bicolor (pálido y café) y están con frecuencia torcidas. Los soros son circulares y salen en cada lado de la fértil vena central de la pínnula. Los verdaderos indusios están ausentes, sin embargo las escamas reducidas pueden encerrar los soros. C. australis es un taxón altamente variable, con algunas subespecies y variedades. 
C. australis es una especie altamente variable. Plantas de la Isla Norfolk, que pertenecen a la subespecie norfolkensis, son más grandes, más robustas y difieren primordialmente en las características de las escamas. Estas son raras en cultivo. Un estudio adicional es necesario para determinar si este taxón representa una especie separada o no. C. australis parece estar relacionada con Cyathea woollsiana.
C. australis fue descrita por primera vez por Robert Brown en 1810 de un espécimen colectado en Isla King en el Estrecho de Bass, fuera de la costa de Tasmania. Es el tipo para el género Alsophila, el cual ahora ha sido reducido a una sección. El epíteto específico australis significa "sureño" y se refiere a su ubicación meridional.
C. australis es una especie relativamente resistente al frío y es popular para paisajismos y como planta de contenedor. Necesita niveles de humedad altos, tolera las heladas y pleno sol, o sombra en regiones más cálidas. Sin embargo, es bien conocido en su país nativo que esta especie no es común en cultivo fuera de Australia. En el comercio horticultural, la mayoría de las plantas están etiquetadas como C. australis cuando de hecho son Cyathea cooperi. Mucha confusión ha existido entre las dos, especialmente en Estados Unidos, sin embargo, son completamente diferentes una de otra.